# 愛森ちえ
愛森 ちえ（まなもり ちえ、本名：前田 千恵〈まえだ ちえ〉、1996年〈平成8年〉10月27日 - ）は、日本のグラビアアイドル。株式会社infection所属。女性アイドルグループ「elsy」（エルシー）の元メンバー。株式会社プリュとも業務提携している。東京都出身。

## 経歴
大学時代にミス桜美林2018で準グランプリとなった後、2019年3月には「Miss of Miss Campus Queen Contest2019」で審査員特別賞を受賞した。さらに、一般枠として応募した講談社「ミスマガジン2019」でもベスト16に選出されたほか、SHOWROOMのライブ配信では第2位を獲得した。週刊ヤングマガジン2019年42号に単独グラビアが掲載されたことをきっかけに芸能活動を開始し、「愛森ちえ」に改名する。
2019年10月には、アイドルグループ「elsy」のオリジナルメンバー兼リーダーとして活動を開始し、2021年4月に集英社の「サキドルエースSURVIVAL SEASON11」にグループを代表して参加した。
2021年4月23日には、竹書房より初のイメージビデオ『えちえちえ 愛森ちえ』を発売した。
2021年9月27日発売の『週刊プレイボーイ』の企画「超次世代グラドルボイン番付 2021年秋場所」にて、「東の大関」に選出された。
2022年10月4日には、rock fieldより「elsy」の1stシングル『ハレルヤ!』を発売した。
4月23日、TOKYO GRAVURE IDOL FESTIVALとの連動企画「春のTGIF 週プレ賞 2023」に参加。
2023年『Cream』6月号（メディアックス）で単独初表紙。
2024年5月27日のライブをもってelsyが活動終了。先立ってメンバーの新井椎夏と約1年前から「田んぼ。チャンネル」を開始。卒業後の配信でチャンネル開設も卒業を見越してだったことなどを公表した。
8月には個人として初のTGIF出場。週刊プレイボーイ編集部OH! NO!から推薦を受ける。

## 人物
- 通称は「えちえちリーダー」[16]。「ライブアイドルのなかで一番えちえちの存在になりたいです」と述べている[17]。
- 小さなころから祖母と父にアイドルになるよう育てられ、様々なオーディションを受けては落ちていた[18]。
- 性格は根暗とインタビューでは答えている[18]。
- 在学中より胸は大きかったが、体重増加と育乳ダイエットによって約10センチメートル増量し、母には豊胸を疑われた[19]。それ以降は胸の形に自信を持っており、グラビアの仕事だけは自信が持てるとして大胆な衣装も着こなす。ただ、「elsy」のイメージが「清楚」だったこともあり、当初は「布面積少なめの水着を買うこと」をマネージャーから止められていた[20]。

## 作品

### イメージビデオ
- えちえちえ（2021年4月23日、竹書房）[21][22]

## 出演

### テレビ
- 矢口真里の火曜The NIGHT（2019年5月15日、2022年8月10日、8月24日、ABEMA）